# Звонимир Ивишић
Звонимир Ивишић (Витез, 9. август 2003) јесте хрватски кошаркаш. Игра на позицијама крилног центра и центра, а тренутно наступа на колеџу за Арканзас рејзорбексе. Претходно је наступао за Шибенку, Студентски центар и Кентаки вајлдкетсе.

## Клупска каријера
Професионалну играчку каријеру почео је у Шибенки. Од 2020. до 2023. наступао је за Студентски центар. С подгоричком екипом био је првак Друге Јадранске лиге у сезони 2020/21. Двапут се пријављивао за НБА драфт — 2022. и 2023, али је оба пута повлачио пријаве.
Ивишић је каријеру на колеџу у САД почео на Универзитету у Кентакију. Међутим, из административних разлога није имао дозволу да наступа за Кентаки читаве полусезоне. Дебитантски наступ на колеџу коначно је имао 20. јануара 2024. на утакмици против Џорџије. Забележио је тринаест поена, пет скокова, две асистенције, три блокаде и две украдене лопте за шеснаест минута колико је провео на паркету (коначан резултат био је 105 : 96 у корист Кентакија). До краја сезоне просечно је бележио 5,5 поена, 3,3 скока и 1,3 блокаде по утакмици.
Ивишић је у априлу 2024. најавио да ће затражити трансфер недуго пошто је саопштено да ће дотадашњи тренер Кентакија Џон Калипари напустити ту функцију како би постао нови главни тренер Арканзас рејзорбекса. Касније је званично потврђено да ће се Ивишић придружити Арканзасу.

## Каријера у репрезентацији
Ивишић је играо за репрезентацију Хрватске до 16 година на Европском првенству 2019. За селекцију Хрватске до 20 година играо је на Европском првенству 2023. на ком је просечно бележио 11,4 поена, 5,3 скока и 3,4 блокаде по утакмици.

## Статистика

### Колеџ
| Сезона   | Екипа   | ОУ | СУ | МПУ  | ПШ%  | 3П%  | СБ%  | СПУ | АПУ | УПУ | БПУ | ППУ |
| -------- | ------- | -- | -- | ---- | ---- | ---- | ---- | --- | --- | --- | --- | --- |
| 2023/24. | Кентаки | 15 | 0  | 11,7 | 57,7 | 37,5 | 77,3 | 3,3 | 0,6 | 0,3 | 1,3 | 5,5 |

## Лични живот
Ивишић је рођен у Витезу у Босни и Херцеговини. Касније се преселио у Хрватску, тачније Шибеник.
Има брата близанца Томислава, који је такође професионални кошаркаш. Заједно су играли у Студентском центру.